# 古河電気工業サッカー部
古河電気工業サッカー部（ふるかわでんきこうぎょうサッカーぶ）は、かつて存在した日本のサッカークラブ。古河電気工業のサッカー部として1946年に創部し、1991年から1992年までは「東日本JR古河サッカークラブ」と呼称していた。日本プロサッカーリーグ（Jリーグ）に加盟するジェフユナイテッド市原・千葉の前身となったクラブである。

## 概要
古河電気工業のサッカー部として1946年に創部。略称は「古河」で東日本旅客鉄道（JR東日本）と共同運営になってからは「JR古河」になった。1965年から始まった日本サッカーリーグ（JSL）に創設時から参加した8つのチームのうちの一つである。1992年にJSLが閉幕されるまで27シーズン連続でJSL1部に在籍し、JSL2部への降格経験の無い唯一のクラブであった。また、日本のクラブとしては初めてアジアの頂点に立ったクラブでもある。

## 歴史
1900年代前半、栃木県日光市にある古河電気工業の事業所・工場では社員の娯楽としてアイスホッケーが盛んであったが、オフシーズンの時期のスポーツとしてサッカーが行われていたとされ、1914年時点で日光事業所内でサッカー部がすでに活動していた。
また、日光事業所とは別に日光で勤務してサッカーをプレーしていた社員が中心となって東京本社においてもサッカー部が創設された（創設時期は1933年や1935年とされる）。その後、関東実業団蹴球連盟（現：関東サッカー協会）に加盟し、1941年4月16日には同連盟の総会で創設が決定された「関東東実業団蹴球」（リーグ戦）の4部へ所属することが承認された（他に日立本社（現：柏レイソル）や日本勧業銀行、日本曹達など） が、同年12月に太平洋戦争が開戦し選手が兵士として徴兵されたこともありサッカー部の活動は停止を余儀なくされた。
終戦後の1946年にサッカー部の活動が再開された。公式にはこの1946年がサッカー部の創設年と位置づけられている。当時の部員の多くがサッカーだけでなくアイスホッケーやラグビー、ボートの各部の部員と掛け持ちであったため、11人のメンバーが集まらないことも多々あった。実際に1949年の関東実業団リーグ4部は5試合の内で棄権が3試合（残りは2敗）あった。
なお、サッカー部は横浜市西区にある横浜研究所に本拠地を置くこととなった。
当時は大学サッカーの時代でもあり、当初は同好会レベルであったが1955年、「社員の志気を高めるために」と社長が号令をかけて、バレーボール部とサッカー部の『強化五か年計画』を打ち出し同年、長沼健が入団し、チーム強化を一任されると実力を伸ばすようになった。1958年から長沼は選手兼任監督となり、1960年および1961年と天皇杯を連覇した。古河電工の天皇杯制覇は実業団チームとして初めてであり、この制覇は学生優位の時代 にあった日本サッカー界の流れに終止符を打ち、社会人の時代へ移行させる足掛かりともなった。
1950年代から1960年代に掛けて全日本実業団選手権、全国都市対抗選手権を制するなど社会人サッカーをリードする存在であった。

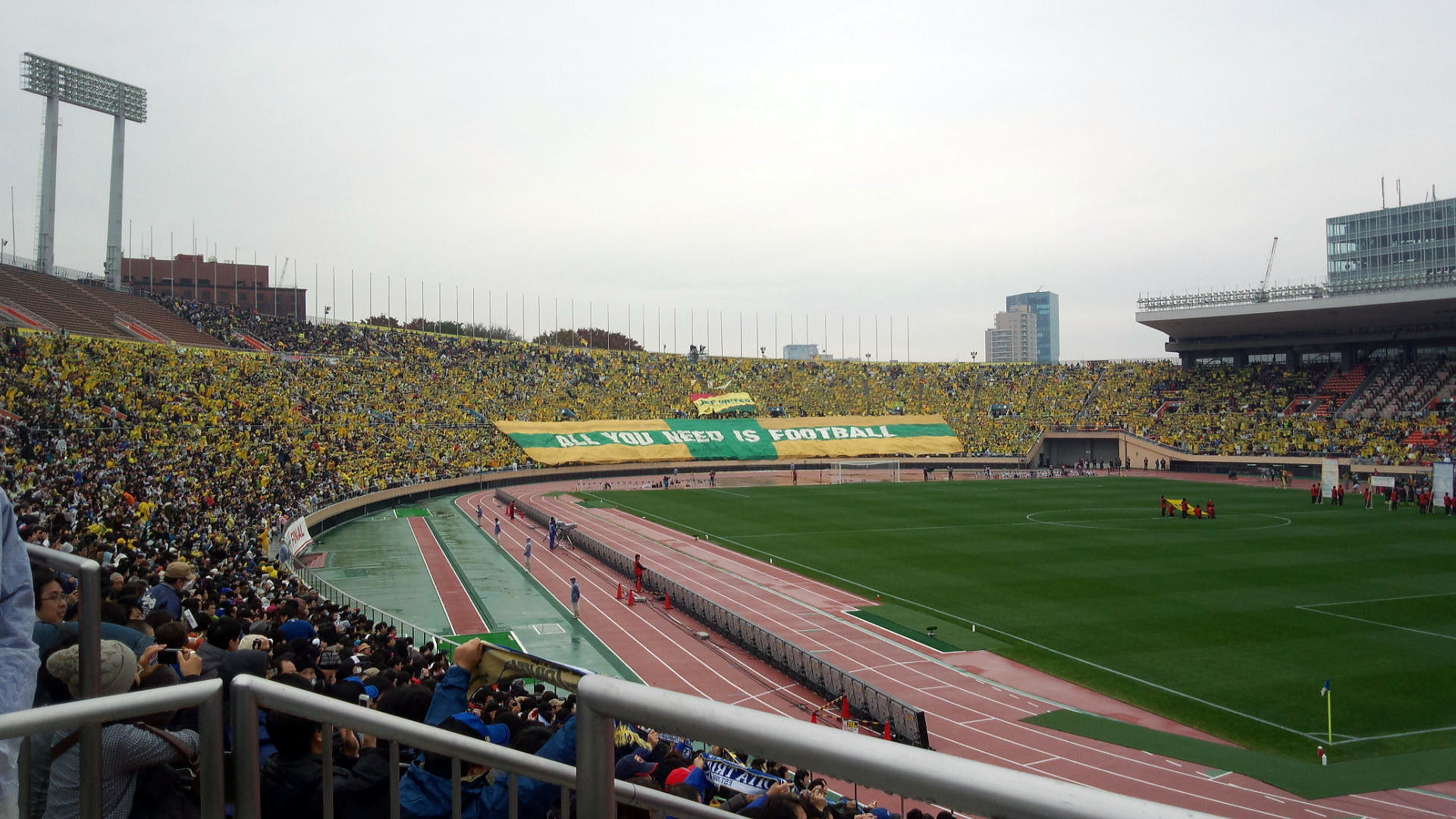
古河電気工業サッカー部がホームスタジアムの一つとして使用していた国立霞ヶ丘競技場陸上競技場

1964年東京五輪終了後、長沼や西村章一は、日本サッカーの抜本的な強化策として恒常的な全国リーグの設置を主張した。この主張が認められて日本サッカーリーグ(JSL)が設置される事になった。これを背景にして同じくJSLの創設に尽力した事から三菱重工（現在の浦和レッドダイヤモンズ）、日立製作所（現在の柏レイソル）と併せて丸の内御三家と呼ばれるようになり、JSLの意思決定や日本サッカー協会に対し強い影響力を保ち続けた。
1960年代中盤から1970年代初めの主力選手には長沼の他に川淵三郎、平木隆三、宮本征勝ら後に日本サッカー界の重鎮となる面々が在籍した。現在も多くのOBを日本サッカー協会内に送り込んでいる。しかし、リーグ戦においてこれらの選手達を擁し、常に上位を維持しながらもタイトルには縁が無かった。
1970年代に入って奥寺康彦、永井良和ら高卒の有望選手を育てる事に方針を転換。これが実を結び1976年に念願のリーグ制覇と天皇杯の二冠を達成した。この優勝の立役者となった奥寺は翌年にヘネス・バイスバイラーに認められドイツの1.FCケルンへ移籍した。以後、奥寺は9年間に渡って世界最高峰のリーグと言われたブンデスリーガで活躍し「東洋のコンピューター」の異名を得た。
一方、クラブは奥寺を放出した事で一時期低迷したが、80年代に入ると再び盛り返し、1985年には 岡田武史、宮内聡、吉田弘らを擁し2度目のリーグ制覇を果たした。1986年にはドイツから帰国した奥寺をスペシャル・ライセンス・プレーヤー（事実上のプロ選手）として復帰させ、アジアクラブ選手権1986-87に参加。12月にサウジアラビア・リヤドで開催された決勝リーグにおいてアル・ヒラル（サウジアラビア）、アル・タラバ（イラク）、遼寧（中国）を下し、日本のクラブで初めてアジアの頂点に立った。
1980年代末から1990年代初めにかけてプロリーグ化が具体的に検討され始めると、古河は古河単独での参加ではなく東日本旅客鉄道（JR東日本）との共同出資で新会社を設立する方針を採り東日本JR古河サッカークラブと名称を変更した。これは古河電工がBtoBを商業取引の専門とする会社であり、こうした会社の体質からサッカー部がプロ化するにしても対一般消費者向けの広告宣伝費という名目で資金を拠出するのが難しかったためである（三菱重工が三菱自工へチームを移管させた理由 に類似している）。このため、古河電工と取引関係にあったJR東日本（古河が国鉄・JRへ鉄道の架線を納入）と共同でクラブをプロ化するという方策が示された。この当時は日本国有鉄道がJRに分割民営化直後に相当し、JR東日本は新鋭企業として積極的な宣伝広告活動を実施していた。この点で古河とJR東日本の利害が一致した。1990年代初めには、Jリーグ開幕に合わせ仙台市に移転することも検討されたが、仙台市がスタジアム建設案に難色を示したため、実現には至らなかった（仙台スタジアムを参照）。
クラブがJR古河になってから、それまでの日本人選手のみの純血主義を転換し、チェコ出身のパベル・ジェハーク等を獲得。外国人選手の取り込みを図るようになった。古河が迎え入れる外国人は中東欧を中心としたヨーロッパの選手が多く、当時はマツダや三菱など他クラブでも同様に外国人はヨーロッパからという方針は幾つか見られた。古河はJリーグに移行してもこの方針を長い間維持し、この外国人の選択の傾向は古河-ジェフの「色」の一つになっている。
1970年代当時は上下白のユニフォームを使用したが、1980年代は青と水色のストライプのシャツに青のパンツの物を使用した。胸の古河のロゴはアルファベットで「FURUKAWA」で、ジェフの胸スポンサーとして提示していた古河電工そのままのロゴとは違っていた。またJR古河となってからは「JR EAST FURUKAWA」に改めていた。

## 略歴
- 1946年：創部。
- 1960年：実業団チームとして初めて天皇杯を制覇。
- 1965年：第1回日本サッカーリーグに参加。
- 1987年：アジアクラブ選手権を制覇し日本のチームとしては初めてのアジアタイトル獲得。
- 1991年：東日本JR古河サッカークラブに名称変更。

## 成績
| 年度    | 所属          | 順位 | 勝点 | 勝 | 分          | 敗 | 得 | 失 | 天皇杯         | 監督       |
| ------- | ------------- | ---- | ---- | -- | ----------- | -- | -- | -- | -------------- | ---------- |
| 1949    | 東京実業団4部 |      |      |    |             |    |    |    | -              |            |
| 1950    | 東京実業団5部 |      |      |    |             |    |    |    | -              |            |
| 1951    | 東京実業団4部 |      |      |    |             |    |    |    | -              |            |
| 1952    | 東京実業団2部 | 優勝 |      | 5  | 0           | 1  |    |    | -              |            |
| 1953    | 東京実業団2部 |      |      |    |             |    |    |    | -              |            |
|         |               |      |      |    |             |    |    |    |                |            |
| 1959    | 関東実業団    | 2位  |      |    |             |    |    |    | ベスト8        | 長沼健     |
| 1960    | 関東実業団    |      |      |    |             |    |    |    | 優勝           | 長沼健     |
| 1961    | 関東実業団    |      |      |    |             |    |    |    | 優勝           | 長沼健     |
| 1962    | 関東実業団    |      |      |    |             |    |    |    | 準優勝         | 平木隆三   |
| 1963    | 関東実業団    |      |      |    |             |    |    |    | 出場辞退       | 平木隆三   |
| 1964    | 関東実業団    |      |      |    |             |    |    |    | 優勝           | 平木隆三   |
| 1965    | JSL           | 3位  | 20   | 10 | 0           | 4  | 32 | 20 | 1回戦敗退      | 平木隆三   |
| 1966    | JSL           | 3位  | 20   | 9  | 2           | 3  | 30 | 17 | ベスト4        | 内野正雄   |
| 1967    | JSL           | 2位  | 20   | 8  | 4           | 2  | 39 | 22 | 出場辞退       | 八重樫茂生 |
| 1968    | JSL           | 5位  | 17   | 7  | 3           | 4  | 24 | 17 | -              | 桜井頼己   |
| 1969    | JSL           | 4位  | 14   | 5  | 4           | 5  | 20 | 20 | ベスト4        | 桜井頼己   |
| 1970    | JSL           | 5位  | 14   | 5  | 4           | 5  | 21 | 21 | -              | 桜井頼己   |
| 1971    | JSL           | 5位  | 15   | 5  | 5           | 4  | 24 | 24 | -              | 小川宏邦   |
| 1972    | JSL1部        | 7位  | 8    | 3  | 2           | 9  | 17 | 41 | ベスト8        | 小川宏邦   |
| 1973    | JSL1部        | 5位  | 21   | 9  | 3           | 6  | 31 | 27 | ベスト8        | 川淵三郎   |
| 1974    | JSL1部        | 4位  | 19   | 7  | 5           | 6  | 25 | 24 | 3回戦敗退      | 川淵三郎   |
| 1975    | JSL1部        | 6位  | 17   | 6  | 5           | 7  | 34 | 22 | ベスト8        | 川淵三郎   |
| 1976    | JSL1部        | 優勝 | 26   | 11 | 4           | 3  | 37 | 15 | 優勝           | 鎌田光夫   |
| 1977    | JSL1部        | 6位  | 36   | 8  | 2PK勝 0PK敗 | 8  | 33 | 31 | ベスト4        | 鎌田光夫   |
| 1978    | JSL1部        | 10位 | 15   | 3  | 1PK勝 1PK敗 | 13 | 9  | 30 | ベスト4        | 鎌田光夫   |
| 1979    | JSL1部        | 5位  | 40   | 7  | 5PK勝 2PK敗 | 4  | 28 | 22 | ベスト8        | 内野正雄   |
| 1980    | JSL1部        | 3位  | 22   | 9  | 4           | 5  | 26 | 21 | ベスト8        | 内野正雄   |
| 1981    | JSL1部        | 5位  | 21   | 7  | 7           | 4  | 28 | 23 | ベスト8        | 内野正雄   |
| 1982    | JSL1部        | 5位  | 19   | 8  | 3           | 7  | 23 | 18 | ベスト8        | 内野正雄   |
| 1983    | JSL1部        | 7位  | 15   | 6  | 3           | 9  | 13 | 15 | 2回戦敗退      | 内野正雄   |
| 1984    | JSL1部        | 4位  | 21   | 8  | 5           | 5  | 28 | 20 | 準優勝         | 清雲栄純   |
| 1985    | JSL1部        | 優勝 | 35   | 15 | 5           | 2  | 40 | 15 | ベスト8        | 清雲栄純   |
| 1986-87 | JSL1部        | 4位  | 26   | 10 | 6           | 6  | 26 | 17 | 棄権（不戦敗） | 清雲栄純   |
| 1987-88 | JSL1部        | 7位  | 21   | 6  | 9           | 7  | 17 | 16 | ベスト4        | 清雲栄純   |
| 1988-89 | JSL1部        | 6位  | 29   | 8  | 5           | 9  | 21 | 19 | 2回戦敗退      | 清雲栄純   |
| 1989-90 | JSL1部        | 4位  | 38   | 10 | 8           | 4  | 25 | 16 | 1回戦敗退      | 清雲栄純   |
| 1990-91 | JSL1部        | 9位  | 25   | 5  | 10          | 7  | 22 | 24 | ベスト4        | 川本治     |
| 1991-92 | JSL1部        | 7位  | 27   | 8  | 3           | 11 | 30 | 38 | ベスト8        | 川本治     |

## タイトル

### リーグ戦
- 日本サッカーリーグ（JSL）1部
  - 優勝 2回（1976, 1985）
  - 準優勝 1回（1967）

### カップ戦
- 天皇杯全日本サッカー選手権大会
  - 優勝 4回（1960, 1961, 1964, 1976）
  - 準優勝 2回（1962, 1984）
- JSLカップ
  - 優勝 3回（1977, 1982, 1986-87）
  - 準優勝 2回（1979, 1990）
- スーパーカップ
  - 優勝 1回（1977）
- アジアクラブ選手権
  - 優勝 1回（1986-87）
- 全日本実業団サッカー選手権大会
  - 優勝 3回（1959, 1961, 1962）
  - 準優勝 1回（1958）
- 全国都市対抗サッカー選手権大会
  - 優勝 4回（1959, 1960, 1961, 1964）

## 歴代監督
- 青木圭太郎 (部長)[15]
- 白柳景吉 1946-1954
- 西村章一 1955-1957
- 長沼健 1958-1961
- 平木隆三 1962-1965
- 内野正雄 1966
- 八重樫茂生 1967
- 桜井頼己 1968-1969

- 小川宏邦 1970-1971
- 川淵三郎 1972-1975
- 鎌田光夫 1976-1978
- 内野正雄 1979-1983
- 清雲栄純 1984-1990
- 川本治 1990-1992

## 古河電気工業サッカー部に所属した主な選手
| - 長沼健 - 平木隆三 - 内野正雄 - 八重樫茂生 - 宮本征勝 - 川淵三郎 - 鎌田光夫 | - 木之本興三 - 嶋谷征四郎 - 桑原隆 - 永井良和 - 清雲栄純 - 吉水法生 - 荒井公三 | - 奥寺康彦 - 川本治 - 高橋武夫（旧姓「木村」） - 前田秀樹 - 木口茂一 - 淀川隆博 - 鬼塚忠久 | - 佐藤長栄 - 石井茂巳 - 岡田武史 - 吉田弘 - 金子久 - 宮内聡 - 菅野将晃 | - 田嶋幸三 - 加藤好男 - 越後和男 - 小林寛 - 早稲田一男 - 宮部和弘 - 吉田暢 | - 後藤義一 - 松山吉之 - 下川健一 - 小久保悟 - 渋谷洋樹 - 鵜飼哲也 |

他にプレーヤーの経験は無いが、サッカー部の運営委員を務めた小倉純二がいる。